# Lamberto Dalla Costa
Lamberto Dalla Costa (Crespano del Grappa, 14 april 1920 - Bergamo 29 oktober 1982) was een Italiaans bobsleepiloot. Dalla Costa was piloot bij de Italiaanse luchtmacht en eindigde zijn carrière als maarschalk. Zijn grootste succes behaalde hij met de olympische titel in de tweemansbob tijdens de winterspelen op zijn thuisbaan Cortina d'Ampezzo. Deze gouden medaille was de enige Italiaanse gouden medaille tijdens de Olympische Winterspelen 1956 in eigen land.

## Resultaten
- Olympische Winterspelen 1956 in Cortina d'Ampezzo  in de tweemansbob

1932: Hubert Stevens / Curtis Stevens ·
1936: Ivan Brown / Alan Washbond ·
1948: Felix Endrich / Friedrich Waller ·
1952: Andreas Ostler / Lorenz Nieberl ·
1956: Lamberto Dalla Costa / Giacomo Conti ·
1964: Anthony Nash / Robin Dixon ·
1968: Eugenio Monti / Luciano De Paolis ·
1972: Wolfgang Zimmerer / Peter Utzschneider ·
1976: Meinhard Nehmer / Bernhard Germeshausen ·
1980: Erich Schärer / Josef Benz ·
1984: Wolfgang Hoppe / Dietmar Schauerhammer ·
1988: Jānis Ķipurs / Vladimir Kozlov ·
1992: Gustav Weder / Donat Acklin ·
1994: Gustav Weder / Donat Acklin ·
1998: Günther Huber / Antonio Tartaglia en Pierre Lueders / David MacEachern ·
2002: Christoph Langen / Markus Zimmermann ·
2006: André Lange / Kevin Kuske ·
2010: André Lange / Kevin Kuske ·
2014: Beat Hefti / Alex Baumann ·
2018: Francesco Friedrich / Thorsten Margis en Justin Kripps / Alexander Kopacz ·
2022: Francesco Friedrich / Thorsten Margis